# Franciszek Pokorny
Franciszek Pokorny (15. června 1891 Mosty u Jablunkova – 22. listopadu 1966 Edinburgh) byl důstojníkem polského generálního štábu v hodnosti majora. Po první světové válce vedl „Oddělení šifrování“ (polsky Sekcja Szyfrów) polské armády, předchůdce pozdějšího „Kanceláře pro šifrování“ BS (polsky Biuro Szyfrów), než v roce 1931 vedení přešlo na jeho nástupce Gwido Langera.
V roce 1928 začala německá armáda používat šifrovací stroj Enigma k šifrování svých vojenských rádiových zpráv, zpočátku na zkoušku. Tehdejší nejmodernější komerční verze tohoto stroje, Enigma D, byla ve stejném roce doplněna o tajné přídavné zařízení (plug board), a byla tak kryptograficky posílena. Polské poslechové stanice umístěné poblíž západních hranic Polska současně poprvé zachytily tyto podivné nové šifrované německé rádiové zprávy.
V následujícím roce 1929 byl proto na Univerzitě Adama Mickiewicze v Poznani organizován kurz kryptologie. K tomu byli přizváni mladí studenti matematiky z univerzity, z nichž se rekrutovali pozdější zaměstnanci BS jako Marian Rejewski, Jerzy Różycki a Henryk Zygalski. Franciszek Pokorny byl jedním ze tří učitelů tohoto kurzu. Další dva byli Maksymilian Ciężki a Antoni Palluth.
O tři roky později, v roce 1932, Rejewski, Różycki a Zygalski, vyškolení Franciszkem Pokornym, poprvé uspěli v proniknutí do německého rádiového provozu Enigma. V kryptoanalytických úspěších BS bylo možné pokračovat až do roku 1939, navzdory kryptografickým komplikacím opakovaně zaváděným německou stranou, zatímco se francouzské a britské úřady marně pokoušely rozluštit Enigmu.
Franciszek Pokorny byl bratranec rakousko-uherského kryptoanalytika Hermanna Pokorného, rodáka z Kroměříže.